# Bolgár görögkatolikus egyház
A bolgár görögkatolikus egyház három egyházmegyéből áll: Szófiai-Plovidivi latin egyházmegye, Ruszei-Nikopoli latin egyházmegye, Szófiai bizánci egyházmegye. Az egyház vezető szerve a Püspöki Konferencia, melyben a három egyházmegye püspöke vesz részt. A Püspöki Konferencia elnöke Hriszto Projkov püspök, apostoli exarcha.